# Johannes Ebenbauer
Johannes Ebenbauer (* 1963 in Strallegg) ist ein österreichischer Organist, Chorleiter, Dirigent, Komponist und Kirchenmusiker.

## Leben
Johannes Ebenbauer erhielt seinen ersten Instrumentalunterricht bei seinem Großvater, ehe er in Klavier und Orgel am Bischöflichen Gymnasium in Graz unterrichtet wurde. Dort war er nicht nur als Hausorganist und Chorsänger tätig, sondern lernte durch seine Mitwirkung im Grazer Domchor die große Oratorienliteratur kennen.
Über seine schulische Ausbildung hinaus studierte er an der Kunstuniversität Graz Kirchenmusik und legte 1985 dort seine Diplome in Orgel (Ernst Triebel), Dirigieren, Gesang und Komposition ab. Außerdem betrieb er weitere Studien in Sologesang und Theologie.
1985 wurde Ebenbauer zum Assistenten der Wiener Dommusik an St. Stephan unter dem damaligen Dommusikdirektor Peter Planyavsky ernannt. Während dieser Zeit studierte er Orgel Konzertfach an der Universität für Musik und darstellende Kunst Wien bei Herbert Tachezi und schloss dieses 1988 erfolgreich ab. 1994 wurde ihm in diesem Zusammenhang der Titel des Magister artium verliehen.
Von 1991 bis 2005 bekleidete Ebenbauer das Amt des Wiener Domkapellmeisters, womit die musikalische wie organisatorische Leitung aller Ensembles der Wiener Dommusik in der Liturgie und bei Konzerten verbunden war. In dieser Funktion arbeitete er regelmäßig mit dem ORF bei Übertragungen in Radio und Fernsehen zusammen, auch auf Radio Stephansdom war er ab 1998 wöchentlich zu hören.
Als Pädagoge ist er seit 1989 am Diözesankonservatorium für Kirchenmusik der Erzdiözese Wien tätig, wo er u. a. die Fächer Orgel und Komposition unterrichtet sowie seit 2002 an der Universität für Musik und darstellende Kunst Wien, wo er die Fächer Improvisation, Liturgisches Orgelspiel, katholische Hymnologie, Gehörbildung und Vokalensemble lehrt.
Als Organist und Dirigent konzertiert Ebenbauer im In- und Ausland. Seit 2005 leitet er den Concert-Verein musica.sacra.wien, der die Chöre Capella Albertina und Cantorey Wien sowie das Barockorchester J.J. Fux und dessen Choralschola umfasst. Seit 2006 ist er außerdem als Leiter des Augustinus-Festivals in Vorau tätig.

## Auszeichnungen
- Preisträger beim 1. internationalen Improvisationswettbewerb am Linzer Dom 1988
- Goldenes Verdienstzeichen der Republik Österreich 2006

## Werke (Auswahl)
- Lukas-Passion
- Kyrie-Meditation. 2010